# Герб Елабуги
Герб города Ела́буги Елабужского района Республики Татарстан Российской Федерации.
Герб утверждён Решением № 38 Елабужского городского Совета 8 августа 2006 года.
Герб внесён в Государственный геральдический регистр Российской Федерации под регистрационном номером 2547 и в Государственный геральдический реестр Республики Татарстан под № 69.

## Описание и обоснование символики
Геральдическое описание (блазон) гласит:
В серебряном поле зелёная узкая оконечность; поверх всего, на выходящем чёрном пне, имеющем отходящую влево ветвь с зелёными листьями, — сидящий с воздетыми крыльями червлёный дятел, имеющий золотые глаза и клюв.
За основу современного герба города Елабуга взят исторический герб города Елабуга Вятского наместничества, Высочайше утверждённый 28 мая 1781 года, подлинное описание которого гласит:
Въ верхней части щита гербъ Вятскій: въ золотомъ полѣ, изъ облака выходящая рука, держащая натянутый лукъ со стрѣлою, а надъ ней въ верхней части щита крестъ красный. Въ нижней — въ серебряномъ полѣ, сидящій на пнѣ дятелъ, долбящій оный, ибо тамъ множество сего рода птицъ.
Использование исторического герба для современного города подчёркивает древность Елабужской земли, богатство традиций.
Главная фигура герба — дятел традиционный символ трудолюбия, неутомимости, упорства. Композиция герба Елабуги представляет аллегорию борьбы добра со злом.
Золото в геральдике символизирует прочность, великодушие, богатство, урожай.
Серебро в геральдике символизирует чистоту, благородство, мир, взаимосотрудничество.
Красный цвет — символ труда, мужества, красоты и жизни.
Зелёный цвет символизирует весну, радость, надежду, природу, и здоровье.
Чёрный цвет в геральдике символизирует благоразумие, мудрость, скромность, честность.

## История

### Высочайше утвержденный герб
В 1780 году указом Екатерины II Елабуга получила статус уездного города Вятского наместничества.
Первый герб города Елабуги был Высочайше утверждён 28 мая 1781 года императрицей Екатериной II вместе с другими гербами городов Вятского наместничества (ПСЗРИ, 1781, Закон № 15164).
Описание герба города Елабуги в законе гласило:
Въ серебряномъ полѣ, сидящій на пнѣ дятелъ, долбящій оной, тамъ множество сего рода птицъХ. Елабужскій
Герб Елабуги был составлен в департаменте Герольдии при Сенате под руководством герольдмейстера, действительного статского советника А. А. Волкова.

### Герб Кёне
В 1859 году, в период геральдической реформы Кёне, был разработан проект нового герба уездного города Елабуги (официально не утверждён):
В серебряном поле на чёрном пне дерева червлёный дятел с золотыми глазами и клювом. В вольной части герб Вятской губернии. Щит увенчан серебряной стенчатой короной и окружён золотыми колосьями, соединёнными Александровской лентой.

### Советский период
В советский период исторический герб Елабуги (1781 года) не использовался, но были выпущены сувенирные значки с геральдическими эмблемами города (не утверждённые).
Первая эмблема выглядела следующим образом: 
В рассечённом лазурью и червленью щите зелёный диск с нефтяной вышкой и крепостью, сопровождаемыми внизу двумя нитевидными волнистыми золотыми поясами, окружённый двумя золотыми колосьями; все фигуры золотые. В повышенном золотом поясе название города золотом же.
На второй эмблеме было изображено: 
В рассечённом серебром и червленью щите с золотой оконечностью зелёный с серебряной оконечностью диск, в котором золотая вышка, окружённый вверху золотой шестерней, внизу двумя золотыми колосьями. В повышенном золотом поясе название города золотом же.

### Эмблема 1994 года
В 1994 году был выпущен сувенирный значок с неофициальным проектом герба Елабуги: 
В зелёном поле золотое кольцо из шестерни и двух колосьев внизу, в котором на лазоревой шиповидной оконечности чёрная нефтяная вышка. В вольной части щита герб республики Татарстан.

### Современный герб

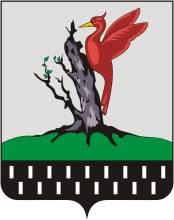
Герб Елабужского района 2006 года

18 апреля 2006 года Елабужский городской Совет рассмотрел вопрос о гербе города и принял решение об отправке необходимого пакета документов по гербу в Геральдические советы при Президенте России и Республики Татарстан, одновременно была отправлена просьба к Президенту Республики Татарстан о разрешении использования элемента герба Республики Татарстан в вольной части герба города (решение по вольной части не состоялось).
В один и тот же день, 8 августа 2006 года, были утверждены герб города Елабуга и герб Елабужского муниципального района. Герб района отличался от городского герба наличием чёрной оконечностью, усыпанной серебряными гонтами, попеременно.
Герб города был разработан авторской группой Геральдического совета при Президенте Республики Татарстан и Союза геральдистов России в составе:
Рамиль Хайрутдинов (Казань), Радик Салихов (Казань), Ильнур Миннуллин (Казань), Константин Мочёнов (Химки), Кирилл Переходенко (Конаково), Оксана Афанасьева (Москва) при участии: Наиля Валеева (Елабуга), Рабиса Саляхова (Елабуга), Гульзады Руденко (Елабуга), Ленара Мифтахова (Елабуга).